# Greccy posłowie do Parlamentu Europejskiego 1994–1999
Greccy posłowie IV kadencji do Parlamentu Europejskiego zostali wybrani w wyborach przeprowadzonych 12 czerwca 1994.

## Lista posłów
Wybrani z listy Nowej Demokracji
- Jeorjos Anastasopulos
- Stelios Arjiros
- Eftimios Christodulu
- Jorgos Dimitrakopulos
- Konstandinos Chadzidakis
- Panajotis Lambrias
- Nana Muschuri
- Pawlos Sarlis
- Andonios Trakatelis

Wybrani z listy Panhelleńskiego Ruchu Socjalistycznego
- Paraskiewas Awjerinos
- Ana Karamanu, poseł do PE od 6 lutego 1997
- Jorgos Katiforis
- Konstandinos Kliromonos
- Angela Kokola
- Irini Lambraki
- Stilianos Panagopulos
- Nikolaos Papakiriazis
- Janis Rumbatis
- Dimitris Tsatsos

Wybrani z listy Komunistycznej Partii Grecji
- Wasilis Efremidis
- Joanis Teonas

Wybrani z listy Sinaspismos
- Alekos Alawanos
- Michalis Papajanakis

Wybrani z listy Wiosny Politycznej
- Katerina Daskalaki
- Nikitas Kaklamanis

Byli posłowie IV kadencji do PE
- Janos Kranidiotis (Pasok), od 24 stycznia 1995 do 3 lutego 1997
- Christos Paputsis (Pasok), do 23 stycznia 1995